# Anis Boujelbene
Anis Ahmed Boujelbene (arab.: أنيس بوجلبان, ur. 6 lutego 1978 w Tunisie) – tunezyjski piłkarz występujący na pozycji pomocnika.

## Kariera klubowa
Anis Boujelbene jest wychowankiem klubu CS Sfaxien. W pierwszej drużynie grał od 1997 roku. Z zespołem tym odnosił wiele triumfów. Na swoje konto może zapisać między innymi zwycięstwo w I lidze tunezyjskiej (w sezonie 2004/2005), Pucharze Tunezji (w sezonie 2003/2004) czy Pucharze Ligi (2002/2003). Ponadto jego klub dochodził do finału Afrykańskiej Ligi Mistrzów, Afrykańskiego Pucharu Konfederacji i Arabskiej Ligi Mistrzów.
W styczniu 2007 roku Boujelbene trafił do egipskiego Al-Ahly Kair. Tutaj triumfował w Afrykańskiej Lidze Mistrzów (w sezonie 2007/2008) oraz trzykrotnie został mistrzem Egiptu – w sezonach 2006/2007, 2007/2008 i 2008/2009. W jego ręce trafił także Puchar Egiptu i dwukrotnie Superpuchar.
W lecie 2009 roku powrócił do ojczyzny, a konkretnie odszedł do Club Africain Tunis. W 2010 roku zakończył w nim swoją karierę.

## Kariera reprezentacyjna
Anis Boujelbene w reprezentacji Tunezji zadebiutował w 1999 roku. Ostatni mecz rozegrał w 2008 roku i do tamtej pory ani razu nie trafił do siatki rywala. Był także powołany na Puchar Narodów Afryki 2002, gdzie jego zespół odpadł w fazie grupowej. On nie pojawił się jednak na boisku w żadnym ze spotkań. Od 1999 do 2008 rozegrał w kadrze narodowej 9 meczów.